# Lilla Gillingen
Lilla Gillingen är en sjö i Ovanåkers kommun i Hälsingland och ingår i Ljusnans huvudavrinningsområde. Sjön är 11 meter djup, har en yta på 0,221 kvadratkilometer och är belägen 230,2 meter över havet. Sjön avvattnas av vattendraget Gillingsbäcken.

## Delavrinningsområde
Lilla Gillingen ingår i det delavrinningsområde (682289-147936) som SMHI kallar för Utloppet av Lilla Gillingen. Medelhöjden är 233 meter över havet och ytan är 0,72 kvadratkilometer. Det finns ett avrinningsområde uppströms, och räknas det in blir den ackumulerade arean 0,71 kvadratkilometer. Gillingsbäcken som avvattnar avrinningsområdet har biflödesordning 4, vilket innebär att vattnet flödar genom totalt 4 vattendrag innan det når havet efter 147 kilometer. Avrinningsområdet består mestadels av skog (53 procent). Avrinningsområdet har 0,22 kvadratkilometer vattenytor vilket ger det en sjöprocent på 30,8 procent.